# Простяков, Игнатий Васильевич
Игнатий Васильевич Простяков (29 декабря 1896 года, дер. Журавлиха, Московская губерния — 7 декабря 1976 года, Москва) — советский военный деятель, генерал-майор (4 июня 1940 года), бригадный генерал Войска Польского. Участник Гражданской и Великой Отечественной войн.

## Начальная биография
Родился 29 декабря 1896 года в деревне Журавлиха Можайского уезда Московской губернии, ныне входящей в городской округ Шаховская Московской области.

## Военная служба

### Первая мировая и гражданская войны
В 1915 году призван в ряды Русской императорской армии и направлен на учёбу в учебную команду при запасном батальоне в г. Шуя, после окончания которой в чине унтер-офицера принимал участие в боевых действиях на Юго-западном фронте.
В мае 1918 года призван в ряды РККА, после командовал ротой и батальоном в составе 1-го Московского полка особого назначения, в июле того же года принимал участие в боевых действиях на Южном фронте против войск генерала А. И. Деникина. С августа 1919 года служил на должностях командира 87-го и 242-го отдельных батальонов в составе 17-й стрелковой бригады, дислоцированной в городе Спасск-Дальний.
В ноябре 1920 года вновь был направлен на Южный фронт, где был назначен на должность помощника командира 234-го стрелкового полка (78-я стрелковая бригада), после чего принимал участие в боевых действиях против войск П. Н. Врангеля, а также против банд-формирований.

### Межвоенное время
В декабре 1921 года был назначен на должность помощника командира по строевой части 448-го стрелкового полка (150-я стрелковая бригада). В марте 1922 года направлен в 27-ю стрелковую дивизию (Западный военный округ), где служил на должностях командира батальона 237-го стрелкового полка, помощника командира роты дивизионной школы, командира роты в составе 73-го и 81-го стрелковых полков. В июне 1925 года Простяков был переведён в 64-ю стрелковую дивизию, где был назначен на должность командира стрелкового батальона, а с февраля по октябрь 1926 года исполнял должность помощника командира стрелкового полка по хозяйственной части.
В 1927 году окончил стрелково-тактические курсы «Выстрел». В октябре 1929 года назначен на должность помощника командира 79-го стрелкового полка (27-я стрелковая дивизия), а в декабре 1932 года — на должность командира и комиссара 15-го стрелкового полка (5-я стрелковая дивизия).
В 1935 году окончил первый курс Военной академии имени М. В. Фрунзе. В июне 1937 года назначен на должность командира 43-й стрелковой дивизии (Ленинградский военный округ), а в декабре того же года — на должность командира 9-го стрелкового корпуса (Северокавказский военный округ).
С ноября 1940 года Простяков находился в распоряжении Наркомата обороны СССР и вскоре был направлен на учёбу на курсы усовершенствования высшего командного состава при Академии Генерального Штаба, после окончания которых в мае 1941 года назначен на должность старшего преподавателя этой же академии.

### Великая Отечественная война
С началом войны находился на прежней должности.
В январе 1942 года Простяков был назначен на должность ответственного представителя в соединениях Главного управления формирования и комплектования Красной Армии (Главупраформа Красной Армии), а с июня состоял в распоряжении Маршала Советского Союза К. Е. Ворошилова и находился в группе контролирования формируемых соединений. В октябре того же года назначен на должность командира 9-й гвардейской стрелковой дивизии, которая вскоре принимала участие в боевых действиях в ходе Великолукской наступательной операции. За умелое руководство частями дивизии генерал-майор Простяков был награждён орденом Красного Знамени. В феврале 1943 года назначен на должность командира 5-го гвардейского стрелкового корпуса, однако за низкую боеготовность и слабую воинскую дисциплину в корпусе в том же месяце был возвращен на прежнюю должность. Вскоре дивизия под командованием Простяков принимала участие в боевых действиях в ходе Духовщинско-Демидовской операции.
В январе 1944 года назначен на должность командира 8-го гвардейского стрелкового корпуса, который принимал участие в боевых действиях в районе городов Городок и Витебск. В середине апреля был отстранён от занимаемой должности и зачислен в распоряжение Военного совета 1-го Прибалтийского фронта. В мае того же года назначен на должность старшего преподавателя кафедры общей тактики и основного факультета Военной академии им. М. В. Фрунзе.

### Послевоенная карьера
После окончания войны находился на прежней должности.
В октябре 1946 года назначен на должность заместителя начальника курса по учебной работе — старшего тактического руководителя основного факультета, а в октябре 1949 года — на должность старшего тактического руководителя кафедры общей тактики Военной академии М. В. Фрунзе. С мая 1951 года служил в Войске Польском и 3 июня того же года направлен в Академию Генерального штаба, где служил на должностях начальника кафедры общей тактики и службы штабов, коменданта Общевойскового Факультета, а с 24 декабря 1953 года — на должности заместителя начальника академии по научной части.
В октябре 1955 года генерал-майор Игнатий Васильевич Простяков вернулся в СССР и продолжил службу в рядах Советской Армии. В январе 1956 года уволен в запас по болезни.
Умер 7 декабря 1976 года в Москве. Похоронен на Кунцевском кладбище.

## Награды
- Орден Ленина (21.02.1945[3]);
- Четыре ордена Красного Знамени (22.02.1938, 22.02.1943, 03.11.1944[3], 1948[3]);
- Медали[4];
- Орден Возрождения Польши 4-го класса (1954) и 3-го класса (1955).

## Советские воинские звания
- Комбриг (15 июня 1937 года);
- Комдив (31 декабря 1937 года);
- Генерал-майор (4 июня 1940 года).